# Stevan Sretenović
Stevan Sretenović (Aranđelovac, 25 de septiembre de 1995) es un jugador de balonmano serbio que juega de lateral izquierdo en el Balatonfüredi KSE. Es internacional con la selección de balonmano de Serbia.
Su primer gran campeonato con la selección fue el Campeonato Europeo de Balonmano Masculino de 2020.

## Palmarés

### Vojvodina
- Copa de Serbia de balonmano (1): 2020

### Meshkov Brest
- Liga de Bielorrusia de balonmano (1): 2022

## Clubes
| Club               | País        | Año         |
| ------------------ | ----------- | ----------- |
| RK Partizan        | Serbia      | 2013 - 2016 |
| USAM Nîmes         | Francia     | 2016 - 2017 |
| RK Železničar 1949 | Serbia      | 2017 - 2019 |
| RK Vojvodina       | Serbia      | 2019 - 2020 |
| CSM Bacău          | Rumania     | 2020 - 2021 |
| Meshkov Brest      | Bielorrusia | 2021 - 2022 |
| Balatonfüredi KSE  | Hungría     | 2022 - Act. |